# Ruokolampi
Ruokolampi är en sjö i kommunen Kuusamo i landskapet Norra Österbotten i Finland. Arean är 34 hektar och strandlinjen är 2,65 kilometer lång. Sjön  ingår i Kems huvudavrinningsområde.   Den ligger omkring 220 kilometer öster om Uleåborg och omkring 680 kilometer norr om Helsingfors. 
Ruokolampi ligger sydväst om Iso-Kopatti och Kirnu. 